# Peter Sauber
Peter Sauber (Zürich, 1943. október 13. –) svájci üzletember, az általa 1993-ban alapított Sauber Formula–1-es csapat főnöke volt 2005-ig, majd 2010 és 2012 között. Csapatának többségi tulajdonát 2005-ben megvásárolta a BMW, így a csapat 2009-ig BMW Sauber néven indult, majd a BMW kivonulása után, 2018-ig ismét Sauber néven versenyzett.
2007-ben a csapat eddigi legjobb eredményét elérve, 101 ponttal a 2. helyen végzett a konstruktőri világbajnokságban, miután a McLarent kémbotránya miatt kizárták és 0 ponttal zárta a 2007-es szezont. A Saubernél kapott lehetőséget először több, később meghatározó versenyző: Heinz-Harald Frentzen, Felipe Massa, Kimi Räikkönen. Megfordult a csapatnál az 1997-es világbajnok, Jacques Villeneuve, és itt fejezte be a pályafutását a rutinos francia versenyző, Jean Alesi.